# اوالداس ژیاوگیس
اوالداس ژیاوگیس (لیتوانیایی: Evaldas Džiaugys؛ زادهٔ ۲۶ سپتامبر ۱۹۹۶) بازیکن بسکتبال ۳ نفره اهل لیتوانی است.
وی در مسابقات کشوری و بین‌المللی در مجموع برندهٔ ۱ مدال برنز شده است.